# Мідвей (Британська Колумбія)
Мідвей (англ. Midway) — село в Канаді, у провінції Британська Колумбія, у складі регіонального округу Кутеней-Баундері.

## Населення
За даними перепису 2016 року, село нараховувало 649 осіб, показавши скорочення на 3,7%, порівняно з 2011-м роком. Середня густина населення становила 53 осіб/км².
З офіційних мов обидвома одночасно володіли 25 жителів, тільки англійською — 625. Усього 55 осіб вважали рідною мовою не одну з офіційних.
Працездатне населення становило 32,2% усього населення, рівень безробіття — 8,1%.
Середній дохід на особу становив $30 856 (медіана $25 568), при цьому для чоловіків — $40 141, а для жінок $22 616 (медіани — $31 637 та $20 224 відповідно).
36,5% мешканців мали закінчену шкільну освіту, не мали закінченої шкільної освіти — 24,3%, 38,3% мали післяшкільну освіту, з яких 18,2% мали диплом бакалавра, або вищий.
| Статево-вікова структура населення | Статево-вікова структура населення | Статево-вікова структура населення | Статево-вікова структура населення | Статево-вікова структура населення |
| ---------------------------------- | ---------------------------------- | ---------------------------------- | ---------------------------------- | ---------------------------------- |
|                                    |                                    |                                    |                                    |                                    |
| Всього                             | Всього                             | 48,8%51,2%                         |                                    |                                    |
| 0 — 14 років                       | 0 — 14 років                       |                                    | 10,1%                              | 10,1%                              |
| 15 — 64 років                      | 15 — 64 років                      |                                    | 50,4%                              | 50,4%                              |
| 65 і більше                        | 65 і більше                        |                                    | 39,5%                              | 39,5%                              |
| 85 і більше                        | 85 і більше                        |                                    | 3,9%                               | 3,9%                               |
| Середній вік (років)               | Середній вік (років)               | 55,453,0                           | 54,2                               | 54,2                               |
| Медіана (років)                    | Медіана (років)                    | 62,159,0                           | 60,2                               | 60,2                               |
| — чоловіки — жінки                 |                                    |                                    |                                    |                                    |

| Походження мешканців:     | Походження мешканців:     | Походження мешканців: | Походження мешканців: | Походження мешканців: |
| ------------------------- | ------------------------- | --------------------- | --------------------- | --------------------- |
| Походження                |                           |                       | осіб                  | %                     |
| Корінні американці        | Корінні американці        |                       | 65                    | 10.32%                |
| Інше північноамериканське | Інше північноамериканське |                       | 175                   | 27.78%                |
| Європейське               | Європейське               |                       | 490                   | 77.78%                |
| британське                | британське                |                       | 315                   | 50%                   |
| французьке                | французьке                |                       | 30                    | 4.76%                 |
| українське                | українське                |                       | 45                    | 7.14%                 |
| Карибське                 | Карибське                 |                       | 10                    | 1.59%                 |
| Африканське               | Африканське               |                       | 30                    | 4.76%                 |
| Азійське                  | Азійське                  |                       | 60                    | 9.52%                 |

## Клімат
Середня річна температура становить 6,5°C, середня максимальна – 22,4°C, а середня мінімальна – -12,9°C. Середня річна кількість опадів – 465 мм.
| Клімат поселення                              | Клімат поселення | Клімат поселення | Клімат поселення | Клімат поселення | Клімат поселення | Клімат поселення | Клімат поселення | Клімат поселення | Клімат поселення | Клімат поселення | Клімат поселення | Клімат поселення | Клімат поселення |
| Показник                                      | Січ.             | Лют.             | Бер.             | Квіт.            | Трав.            | Черв.            | Лип.             | Серп.            | Вер.             | Жовт.            | Лист.            | Груд.            |                  |
| Середній максимум, °C                         | 1,34             | 5,02             | 9,52             | 13,84            | 18,32            | 22,04            | 22,30            | 22,37            | 17,26            | 10,69            | 4,05             | −1,34            |                  |
| Середня температура, °C                       | −5,77            | −2,09            | 2,41             | 6,72             | 11,20            | 14,94            | 18,22            | 18,28            | 13,17            | 6,62             | −0,02            | −5,44            |                  |
| Середній мінімум, °C                          | −12,89           | −9,2             | −4,7             | −0,39            | 4,08             | 7,82             | 14,16            | 14,20            | 9,10             | 2,54             | −4,12            | −9,5             |                  |
| Норма опадів, мм                              | 40               | 30               | 30               | 38               | 56               | 55               | 36               | 34               | 27               | 28               | 42               | 49               |                  |
| Середньомісячна швидкість вітру, м/с          | 2.38             | 2.30             | 2.67             | 2.86             | 2.78             | 2.76             | 2.68             | 2.60             | 2.44             | 2.46             | 2.50             | 2.37             |                  |
| Середньомісячна сонячна радіація, кДж/м²·день | 3594             | 6956             | 11672            | 16761            | 20402            | 22242            | 23840            | 20483            | 14728            | 8642             | 4075             | 2847             |                  |
| --------------------------------------------- | ---------------- | ---------------- | ---------------- | ---------------- | ---------------- | ---------------- | ---------------- | ---------------- | ---------------- | ---------------- | ---------------- | ---------------- | ---------------- |
| Джерело:                                      |                  |                  |                  |                  |                  |                  |                  |                  |                  |                  |                  |                  |                  |